# Petrakiella insignis
Petrakiella insignis är en svampart som beskrevs av Syd. 1924. Petrakiella insignis ingår i släktet Petrakiella, klassen Sordariomycetes, divisionen sporsäcksvampar och riket svampar.  Inga underarter finns listade i Catalogue of Life.